# Тацуно (Хиого)
Та́цуно (яп. たつの市 Тацуно-си) — город в Японии, находящийся в префектуре Хиого. Площадь города составляет 210,93 км², население — 78 453 человека (1 августа 2014), плотность населения — 371,94 чел./км².

## Географическое положение
Город расположен на острове Хонсю в префектуре Хиого региона Кинки. С ним граничат города Сисо, Аиои, Химедзи и посёлки Саё, Камигори, Тайси.

## Население
Население города составляет 78 453 человека (1 августа 2014), а плотность — 371,94 чел./км². Изменение численности населения с 1980 по 2005 годы:
| 1980 | 81 167 чел. |  |
| 1985 | 82 934 чел. |  |
| 1990 | 83 045 чел. |  |
| 1995 | 83 431 чел. |  |
| 2000 | 83 207 чел. |  |
| 2005 | 81 561 чел. |  |

## Символика
Деревом города считается слива японская, цветком — цветок сакуры.